# Jefferson County (Oklahoma)
Jefferson County ist ein County im Bundesstaat Oklahoma der Vereinigten Staaten. Der Verwaltungssitz (County Seat) ist Waurika. Das U.S. Census Bureau hat bei der Volkszählung 2020 eine Einwohnerzahl von 5.337 ermittelt.

## Geographie
Das County liegt im Süden von Oklahoma, grenzt an Texas und hat eine Fläche von 2004 Quadratkilometern, wovon 39 Quadratkilometer Wasserfläche sind. Es grenzt im Uhrzeigersinn an folgende Countys: Stephens County, Carter County, Love County, Montague County (Texas), Clay County (Texas) und Cotton County.

## Geschichte
Jefferson County wurde am 16. Juli 1907 aus Teilen des Comanche County und Oklahoma-Territorium gebildet. Benannt wurde es nach dem dritten US-Präsidenten Thomas Jefferson.
Sechs Bauwerke und Stätten des Countys sind im National Register of Historic Places (NRHP) eingetragen (Stand 2. Juni 2018).

## Demografische Daten

Alterspyramide des Jefferson County

Nach der Volkszählung im Jahr 2000 lebten im Jefferson County 6.818 Menschen in 2.716 Haushalten und 1.863 Familien. Die Bevölkerungsdichte betrug 3 Einwohner pro Quadratkilometer. Ethnisch betrachtet setzte sich die Bevölkerung zusammen aus 87,14 Prozent Weißen, 0,69 Prozent Afroamerikanern, 5,24 Prozent amerikanischen Ureinwohnern, 1,13 Prozent Asiaten, 0,03 Prozent Bewohnern aus dem pazifischen Inselraum und 2,86 Prozent aus anderen ethnischen Gruppen; 2,92 Prozent stammten von zwei oder mehr Ethnien ab. 7,01 Prozent der Bevölkerung waren spanischer oder lateinamerikanischer Abstammung.
Von den 2.716 Haushalten hatten 29,2 Prozent Kinder unter 18 Jahre, die im Haushalt lebten. 55,6 Prozent waren verheiratete, zusammenlebende Paare, 9,2 Prozent waren allein erziehende Mütter. 31,4 Prozent waren keine Familien, 28,8 Prozent waren Singlehaushalte und in 15,4 Prozent der Haushalte lebten Menschen im Alter von 65 Jahren oder darüber. Die durchschnittliche Haushaltsgröße betrug 2,38 und die durchschnittliche Familiengröße betrug 2,92 Personen.
24,0 Prozent der Bevölkerung waren unter 18 Jahre alt, 7,2 Prozent zwischen 18 und 24, 25,4 Prozent zwischen 25 und 44, 23,3 Prozent zwischen 45 und 64 und 20,1 Prozent waren 65 Jahre oder älter. Das Durchschnittsalter betrug 40 Jahre. Auf 100 weibliche Personen kamen 94,7 männliche Personen. Auf 100 Frauen im Alter von 18 Jahren oder darüber kamen 93,8 Männer.
Das jährliche Durchschnittseinkommen eines Haushalts betrug 23.674 USD und das durchschnittliche Einkommen einer Familie betrug 30.563 USD. Männer hatten ein durchschnittliches Einkommen von 25.195 USD gegenüber den Frauen mit 16.589 USD. Das Prokopfeinkommen betrug 12.899 USD. 16,3 Prozent der Familien und 19,2 Prozent der Bevölkerung lebten unterhalb der Armutsgrenze.